# 최고의 한방
《최고의 한방》은 2017년 6월 2일부터 2017년 7월 22일까지 KBS 2TV에서 방영된 한국방송공사 금토드라마 및 예능 드라마인데 극 초반 예능이라기에는 재미가 떨어진 데다 드라마라고 하기에는 스토리가 탄탄하지 못한 것이 시청자들에게 실망을 안겼으나 후반부로 갈수록 극이 전달하는 메시지가 뚜렷해진 데다 중심 인물들 위주로 스토리가 배치되며 안정을 찾기도 했다.

## 줄거리
사랑하고, 이야기하고, 먹고 사는 것을 치열하게 고민하는 이 시대의 20대 청춘 소란극.

## 등장인물

### 주요 인물
- 윤시윤 : 유현재(23세) 역 - 본명 유봉재. 1993년 인기 음악 그룹 제이투의 멤버
- 이세영 : 최우승(23세) 역 - 지훈의 죽마고우, 3년차 공시생
- 김민재 : 이지훈(23세) 역 - 스타펀치의 모범적인 만년 연습생
- 차태현 : 이광재(46세) 역 - 월드기획 대표, 지훈의 호적상 아버지

### 월드기획
- 윤손하 : 홍보희(43세) 역 - 지훈의 어머니, 가수
- 동현배 : MC 드릴(23세+7세) 역 - 지훈의 옥탑방 룸메이트
- 이덕화 : 이순태(70세) 역 - 연예매니지먼트협회 회장

### 스타펀치
- 홍경민 : 박영재(46세) 역 - 대표, 제이투 멤버
- 임예진 : 캐시(58세) 역 - 영재의 아내, 재력가
- 차은우 : 엠제이(23세) 역 - 천재 아이돌, 최고의 한류스타
- 보나 : 도혜리(20세) 역 - 소속사 연습생

### 그 외
- 이정민 : 헐레 역 - 월드기획 소속 가수
- 손수민 : 벌떡 역 - 월드기획 소속 가수
- 이한서 : 이말숙 역
- 김승현 : 엠제이의 매니저 역
- 임성민 : 최우승의 어머니 역
- 김지현
- 최라윤
- 하남우
- 인지선
- 김태빈 : 중학생 역
- 홍석연
- 이하나
- 윤선아
- 최정은 : 여고생 역
- 안유미 : 여고생 역
- 윤갑수
- 김영희
- 이성훈
- 공민규 : 경찰관 역
- 김용재
- 김지은 : 연예가중계 MC 역
- 한홍규
- 이영래
- 최남욱 : 감독관 역
- 김도윤 : 연습생 역
- 남승우 : 연습생 역
- 이리나
- 류바
- 옥사나
- 박미효
- 최슬기 : 여고생 역
- 고진명
- 서희
- 김지연
- 조문영
- 김홍규
- 권혁
- 서혜진 : 카페직원 역
- 최정은
- 안유미
- 이수민 : 편의점 사장 역
- 최유솔
- 이종구 : 편의점 할아버지 역
- 민상우 : 은행 직원 역
- 김선녀 : 노래방 사장 역
- 이현영
- 오한아름 : 즉석 노래자랑 내가 가수다 참가 여학생 역
- 김선은 : 공연관계자 역
- 최현준 : 핸드폰 매장직원 역
- 민준현 : 매장 매니저 역
- 이연선 : 쥬얼리삽 매니저 역
- 이준희 : 학원강사 역
- 정효준
- 백상훈
- 민영준
- 윤재정
- 문강혁
- 홍환표 : 광고팀장 역
- 오윤수 : 스타펀치 인포 역
- 김태형 : 김팀장 역
- 강민정 : 면접 관리자 역
- 구성준 : 학교 선배 역
- 한여울 : 스타펀치 직원 역
- 함진성 : CF스탭 역
- 김윤태 : CF 감독 역
- 김오복 : 하수영의 매니저 역
- 박혜진 : 119대원 역
- 신신범 : 중국집주인 역
- 정예녹 : 여학생 역
- 우혜란 : 여학생 역
- 최정현 : 스타펀치직원 역
- 하예린
- 윤미향 : 분식집주인 역
- 김성훈 : 엔터대표 역
- 박재홍 : 건축가 역
- 이인아 : 알바생 역
- 이일균 : 행인 역
- 김태리 : 안내직원 역
- 임백천 : 촬영스탭 역
- 이승기 : MV감독 역
- 김광인 : 의사 역
- 최승훈
- 최다미
- 최세민 : 여고생 역
- 강다영 : 코디 역
- 신우철 : 스타펀치팀장 역
- 윤영목 : 엔터관계자 역
- 장동열
- 전헌태 : 물류창고직원 역
- 지성근 : 물류창고직원 역
- 강민지
- 최윤빈 : 작곡가 역
- 박진욱 : 해병 역
- 김태진 : 해병 역
- 주동희
- 강태식 : 은행원 역
- 김사훈 : 시계매장 점원 역
- 박서영 : 아줌마 역
- 한유정
- 정시현
- 주영호 : 작곡가 역
- 윤지욱 : 작곡가 역
- 오연지 : 편의점알바 역
- 이수진 : 스타펀치인턴 역
- 김은선 : 스타펀치인턴 역
- 유소이 : 유치원선생님 역
- 이성주
- 김민경
- 권성현 : 여의사 역
- 신원우 : 택시운전기사 역
- 정현석 : 파출소경찰 역
- 이정성 : 90년대 의사 역
- 이선영 : 90년대 간호사 역
- 이진화 : 의사 역
- 이창 : 납골당직원 역
- 조윤정
- 이서한
- 김민석
- 김승주 : FD 역
- 정지원 : 카페직원 역
- 강필선 : 응급실의사 역
- 임채은 : 카페직원 역
- 백수민 : 카페 남자아이 역

### 특별 출연
- 김병찬 : 연예가중계 MC 역
- 손범수 : 가요톱텐 MC 역
- 고창석 : 사진사 역
- 신승환 : 노량진 학원강사 역
- 김숙 : 엠제이의 사생팬 역
- 쇼리 J : 수진 역 - 스타펀치의 연습생
- 박혁권 : 박 PD 역
- 최화정 : 최화정 역 - <오늘 그대와 최화정입니다> 프로그램 라디오 DJ
- 김준호 : 노래방 손님 / 의사 역
- 김대희 : 노래방 손님 / 차 흠집 피해자 역
- 정다은 : 취재기자 역
- 이광수 : 윤기 역 - 최우승의 애인
- 안길강 : 범죄 용의자 역
- 최권 : 최우승을 취조하는 경찰 역
- 장혁 : 전화하는 남자 역
- 데프콘 : 데프콘 역
- 몬스타엑스
- 우주소녀 (설아, 수빈, 여름, 루다, 은서, 다영)
- 권기종 : 택배기사 역 - 딱밤 때리기 심판
- 이유종 : 스타펀치 소속 댄스 트레이너 역
- MC그리 : 스타펀치 소속 프로듀서 역
- 김일중 : 도전 가요스타 MC 역
- 김종민 : 길거리 남자 역
- 장재영 : 즉석 노래자랑 내가 가수다 MC 역
- 간미연 : 하수영 역
- 이수지 : 보이스 피싱 사기꾼 역[2]
- 이주실 : 엔터테인먼트계의 거물 역
- 세미 : 은아 역
- 립버블 : 립버블 역

## 시청률
최저 시청률과 최고 시청률은 시청률 조사회사와 지역별로 시청률에 차이가 있을 수 있습니다.
| 2017년      | 2017년      | 2017년         | 2017년       | 2017년         | 2017년       |
| 회차        | 방송일      | TNmS 시청률    | TNmS 시청률  | AGB 시청률     | AGB 시청률   |
| 회차        | 방송일      | 대한민국(전국) | 서울(수도권) | 대한민국(전국) | 서울(수도권) |
| ----------- | ----------- | -------------- | ------------ | -------------- | ------------ |
| 제1회       | 6월 2일     | 3.1%           | 3.9%         | 2.5%           | 3.3%         |
| 제2회       | 6월 2일     | 3.2%           | 4.1%         | 2.9%           | 3.8%         |
| 제3회       | 6월 3일     | 5.1%           | 5.7%         | 5.0%           | 5.6%         |
| 제4회       | 6월 3일     | 4.7%           | 5.6%         | 4.1%           | 5.0%         |
| 제5회       | 6월 9일     | 3.1%           | 3.3%         | 2.7%           | 2.9%         |
| 제6회       | 6월 9일     | 3.3%           | 3.4%         | 2.6%           | 2.7%         |
| 제7회       | 6월 10일    | 5.1%           | 5.6%         | 4.9%           | 5.4%         |
| 제8회       | 6월 10일    | 4.8%           | 5.2%         | 4.7%           | 5.1%         |
| 제9회       | 6월 16일    | 2.3%           | 2.8%         | 3.0%           | 3.5%         |
| 제10회      | 6월 16일    | 2.6%           | 3.2%         | 3.2%           | 3.8%         |
| 제11회      | 6월 17일    | 4.7%           | 4.8%         | 5.5%           | 5.6%         |
| 제12회      | 6월 17일    | 4.5%           | 5.0%         | 4.9%           | 5.4%         |
| 제13회      | 6월 23일    | 3.1%           | 3.7%         | 3.0%           | 3.6%         |
| 제14회      | 6월 23일    | 3.6%           | 4.1%         | 3.4%           | 3.9%         |
| 제15회      | 6월 24일    | 3.9%           | 4.2%         | 4.7%           | 5.0%         |
| 제16회      | 6월 24일    | 3.9%           | 4.5%         | 4.1%           | 4.7%         |
| 제17회      | 6월 30일    | 3.0%           | 3.5%         | 2.3%           | 2.8%         |
| 제18회      | 6월 30일    | 3.3%           | 4.0%         | 2.8%           | 3.5%         |
| 제19회      | 7월 1일     | 3.6%           | 4.3%         | 3.9%           | 4.6%         |
| 제20회      | 7월 1일     | 4.0%           | 4.8%         | 3.9%           | 4.7%         |
| 제21회      | 7월 7일     | 3.5%           | 3.7%         | 2.7%           | 2.9%         |
| 제22회      | 7월 7일     | 3.0%           | 3.1%         | 2.7%           | 2.8%         |
| 제23회      | 7월 8일     | 4.6%           | 5.1%         | 4.4%           | 4.9%         |
| 제24회      | 7월 8일     | 4.7%           | 5.2%         | 4.9%           | 5.4%         |
| 제25회      | 7월 14일    | 2.7%           | 3.3%         | 3.3%           | 3.9%         |
| 제26회      | 7월 14일    | 3.2%           | 3.7%         | 3.5%           | 4.0%         |
| 제27회      | 7월 15일    | 3.3%           | 4.0%         | 3.7%           | 4.4%         |
| 제28회      | 7월 15일    | 3.9%           | 4.5%         | 4.1%           | 4.7%         |
| 제29회      | 7월 21일    | 3.0%           | 3.4%         | 3.1%           | 3.5%         |
| 제30회      | 7월 21일    | 3.3%           | 3.5%         | 3.0%           | 3.2%         |
| 제31회      | 7월 22일    | 5.0%           | 5.6%         | 5.3%           | 5.9%         |
| 제32회      | 7월 22일    | 4.8%           | 5.4%         | 5.4%           | 6.0%         |
| 평균 시청률 | 평균 시청률 | 3.7%           | 4.3%         | 3.8%           | 4.3%         |

## 촬영지
- 수림아트센터
- 파리바게트
- 메세나폴리스 몰

## OST

### 파트 1
| #            | 제목                            | 작사         | 작곡         | 가수            | 재생 시간 |
| ------------ | ------------------------------- | ------------ | ------------ | --------------- | --------- |
| 1.           | 〈Beautiful Beautiful〉         | 지훈         | 글라빙고     | 펀치 & 글라빙고 | 3:25      |
| 2.           | 〈Beautiful Beautiful (Inst.)〉 |              | 글라빙고     |                 | 3:25      |
| 총 재생 시간 | 총 재생 시간                    | 총 재생 시간 | 총 재생 시간 | 총 재생 시간    | 6:50      |

### 파트 2
| #            | 제목             | 작사         | 작곡         | 가수          | 재생 시간 |
| ------------ | ---------------- | ------------ | ------------ | ------------- | --------- |
| 1.           | 〈꿈은〉         | 김민재, 지훈 | 이승주       | 김민재 & 윤하 | 3:54      |
| 2.           | 〈꿈은 (Inst.)〉 |              | 이승주       |               | 3:54      |
| 총 재생 시간 | 총 재생 시간     | 총 재생 시간 | 총 재생 시간 | 총 재생 시간  | 7:48      |

### 파트 3
| #            | 제목                      | 작사         | 작곡         | 가수         | 재생 시간 |
| ------------ | ------------------------- | ------------ | ------------ | ------------ | --------- |
| 1.           | 〈젊은 날의 Sky〉         | 지훈         | 로코베리     | 윤미래       | 2:58      |
| 2.           | 〈젊은 날의 Sky (Inst.)〉 |              | 로코베리     |              | 2:58      |
| 총 재생 시간 | 총 재생 시간              | 총 재생 시간 | 총 재생 시간 | 총 재생 시간 | 5:56      |

### 파트 4
| #            | 제목                | 작사                  | 작곡         | 가수              | 재생 시간 |
| ------------ | ------------------- | --------------------- | ------------ | ----------------- | --------- |
| 1.           | 〈오늘 밤〉         | 지훈, beautiful noise | 로코베리     | 보아 & 매드클라운 | 3:38      |
| 2.           | 〈오늘 밤 (Inst.)〉 |                       | 로코베리     |                   | 3:38      |
| 총 재생 시간 | 총 재생 시간        | 총 재생 시간          | 총 재생 시간 | 총 재생 시간      | 7:16      |

### 파트 5
| #            | 제목               | 작사         | 작곡         | 가수         | 재생 시간 |
| ------------ | ------------------ | ------------ | ------------ | ------------ | --------- |
| 1.           | 〈밤하늘〉         | 박경, 지훈   | 이승주, 박경 | 박경         | 3:28      |
| 2.           | 〈밤하늘 (Inst.)〉 |              | 이승주, 박경 |              | 3:28      |
| 총 재생 시간 | 총 재생 시간       | 총 재생 시간 | 총 재생 시간 | 총 재생 시간 | 6:56      |

### 파트 6
| #            | 제목               | 작사         | 작곡         | 가수         | 재생 시간 |
| ------------ | ------------------ | ------------ | ------------ | ------------ | --------- |
| 1.           | 〈If You〉         | 지훈         | 이승주       | 규현         | 4:03      |
| 2.           | 〈If You (Inst.)〉 |              | 이승주       |              | 4:03      |
| 총 재생 시간 | 총 재생 시간       | 총 재생 시간 | 총 재생 시간 | 총 재생 시간 | 8:06      |

### 파트 7
| #            | 제목                 | 작사         | 작곡         | 가수         | 재생 시간 |
| ------------ | -------------------- | ------------ | ------------ | ------------ | --------- |
| 1.           | 〈I Always〉         | 창모         | 창모         | 창모         | 3:44      |
| 2.           | 〈I Always (Inst.)〉 |              | 창모         |              | 3:44      |
| 총 재생 시간 | 총 재생 시간         | 총 재생 시간 | 총 재생 시간 | 총 재생 시간 | 6:88      |

### 파트 8
| #            | 제목                | 작사         | 작곡         | 가수         | 재생 시간 |
| ------------ | ------------------- | ------------ | ------------ | ------------ | --------- |
| 1.           | 〈My Love〉         | 지훈         | 안영민       | 티아라       | 3:30      |
| 2.           | 〈My Love (Inst.)〉 |              | 안영민       |              | 3:30      |
| 총 재생 시간 | 총 재생 시간        | 총 재생 시간 | 총 재생 시간 | 총 재생 시간 | 6:60      |

## 이모저모
- 차태현이 본인의 전 출연작 《프로듀사》에서 맡았던 캐릭터인 라준모를 예명으로 하여 이 드라마의 공동 연출을 맡았으며 해당 작품에 앞서 자사 수목 미니시리즈 《김과장》 캐스팅 제의를 받았으나[5] 고사했다.

## 편성 변경
- 《비하인드 한방》은 2017년 6월 3일부터 2017년 7월 22일까지 8부작으로 15분간 방송했었다.